# Taurup Vtorói
Taurup Vtorói (del ruso: Тауруп Второй) es un jútor del raión de Kushchóvskaya del krai de Krasnodar, en Rusia. Está situado en las llanuras de Kubán-Priazov, a orillas de un arroyo de la cabecera del río Srédnaya Chuburka, afluente del Mókraya Chuburka a través del Chuburka, 21 km al norte de Kushchóvskaya y 193 km al norte de Krasnodar, la capital del krai. Tenía 206 habitantes en 2010
Pertenece al municipio Srednechuburkskoye.